# چس‌دات‌کام
چس‌دات‌کام، یک انجمن اینترنتی شطرنج، سرور اینترنتی شطرنج و یک شبکه اجتماعی است. شرکتی که آن‌را اداره می‌کند نیز به همین نام است. بنا بر رتبهٔ آن در تارنمای الکسا، چس‌دات‌کام پربازدیدترین تارنمای شطرنج در اینترنت است.

## ویژگی‌ها
چس‌دات‌کام از مدل تجاری فریمیوم استفاده می‌کند؛ بدین‌صورت که ویژگی‌های اصلی سایت برای کاربران، رایگان است ولی برای ویژگی‌های بیشتر باید پول پرداخت شود.
کاربران می‌تواند به صورت برخط و زنده (کل بازی در یک نشست انجام می‌شود) یا به صورت نوبتی (هر حرکت یک بازیکن می‌تواند از یک دقیقه تا چندین هفته به طول بینجامد) با یکدیگر شطرنج کنند. همچنین می‌توان با کامپیوتر نیز بازی کرد.
امکانات دیگری همچون آموزش تاکتیک، انجمنهای شطرنج، مقاله‌ها، اخبار، دانلودها، پایگاه‌های دادهٔ گشایش شطرنج، گروه‌ها، معمای روزانه، مربیگری برخط و مجموعهٔ بیش از دو میلیون بازی شطرنج نیز وجود دارد. همچنین امکان شرکت در تورنومنت‌های آنلاین نیز وجود دارد. کاربران می‌توانند بازی‌های خود را در فرمت پی‌جی‌ان دانلود کنند.
این سایت، سیاست سختی را علیه کسانی که در بازی تقلب می‌کنند و از رایانه در بازی با دیگران بهره می‌برند به اجرا می‌گذارد و از سال ۲۰۰۹ فهرستی سیاه تدوین کرده‌اند تا جلوی این تقلب‌ها را بگیرند.

## چس‌کیددات‌کام
این شرکت، تارنمای چس‌کیددات‌کام را نیز اداره می‌کند که برای کاربران ۱۳ ساله و پایین‌تر است و مسابقات قهرمانی آنلاین آن از سوی فدراسیون شطرنج ایالات متحده به رسمیت شناخته شده‌است.